# Kabinett Lakatos
Das Kabinett Lakatos war eine kurzlebige Regierung des Königreichs Ungarn im Jahr 1944. Es wurde am 29. August 1944 vom ungarischen Ministerpräsidenten Géza Lakatos gebildet und bestand bis 16. Oktober 1944.

## Minister
Parteien:
_ Magyar Élet Pártja (Partei des Ungarischen Lebens)
_ parteilos
| Amt                                                                         | Amtsträger | Amtsträger              | Beginn Amtszeit  | Ende Amtszeit        |
| --------------------------------------------------------------------------- | ---------- | ----------------------- | ---------------- | -------------------- |
| Ministerpräsident                                                           |            | Géza Lakatos            | 29. August 1944  | 16. Oktober 1944     |
| Innenminister                                                               |            | Miklós Bonczos          | 29. August 1944  | 12. Oktober 1944     |
| Innenminister                                                               |            | Péter Schell            | 12. Oktober 1944 | 16. Oktober 1944     |
| Außenminister                                                               |            | Gusztáv Hennyey         | 29. August 1944  | 16. Oktober 1944     |
| Verteidigungsminister                                                       |            | Lajos Csatay            | 29. August 1944  | 16. Oktober 1944 (†) |
| Finanzminister                                                              |            | Lajos Reményi-Schneller | 29. August 1944  | 16. Oktober 1944     |
| Justizminister                                                              |            | Gábor Vladár            | 29. August 1944  | 16. Oktober 1944     |
| Ackerbauminister, Minister ohne Geschäftsbereich für öffentliche Versorgung |            | Béla Jurcsek            | 29. August 1944  | 16. Oktober 1944     |
| Minister für Kultus und Unterricht                                          |            | Iván Rakovszky          | 29. August 1944  | 16. Oktober 1944     |
| Minister für Handel und Verkehr                                             |            | Olivér Markos           | 29. August 1944  | 16. Oktober 1944     |
| Minister für Industrie                                                      |            | Tibor Gyulay            | 29. August 1944  | 16. Oktober 1944     |